# 蘇弗里耶爾火山 (瓜德羅普)
蘇弗里耶爾火山（法語：Soufrière）是法國海外大區瓜德羅普的一座複式火山，位於巴斯特爾島南部，海拔1,467公尺，是瓜德羅普以及小安的列斯群島的最高峰。

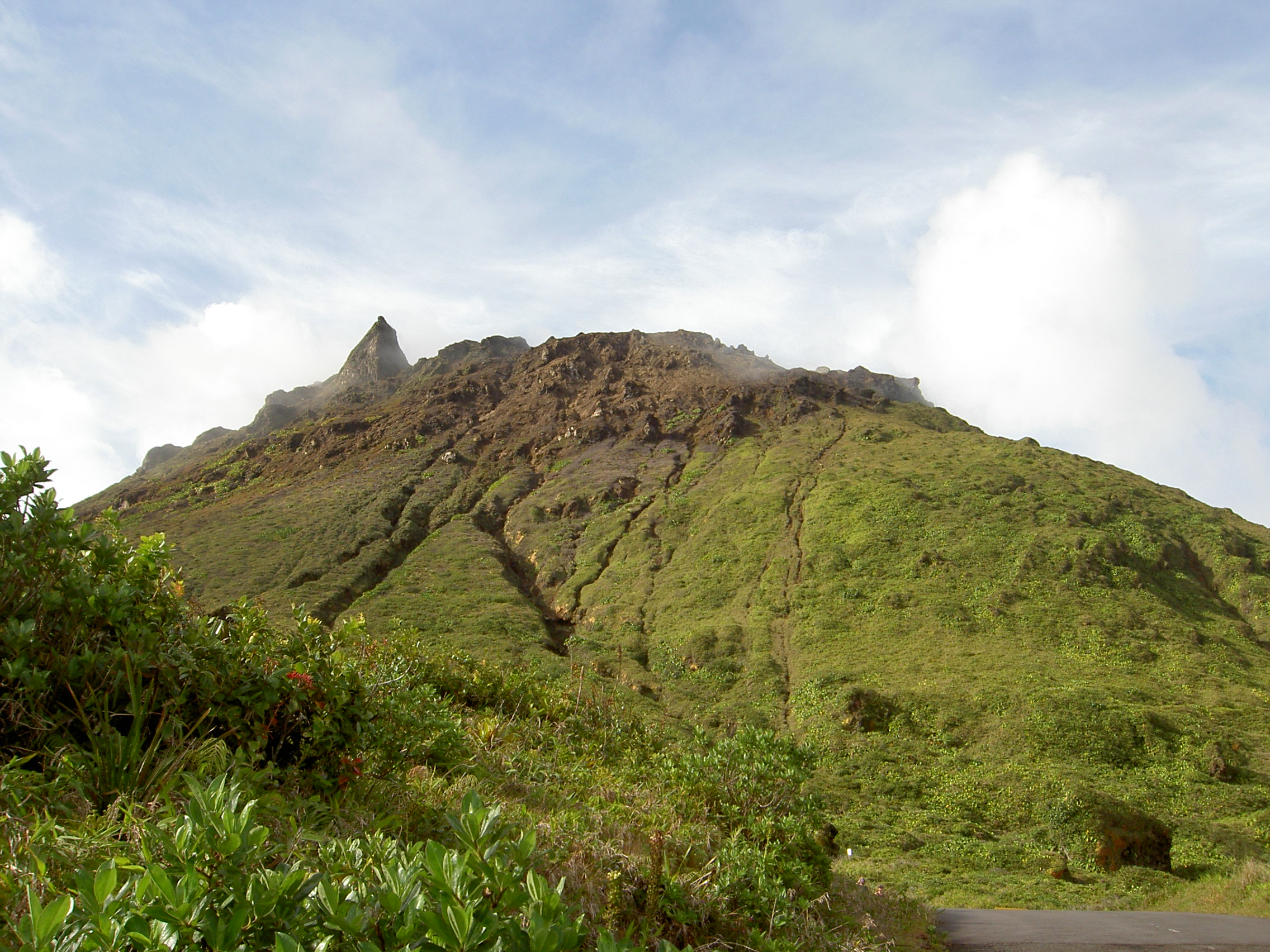
蘇弗里耶爾火山

蘇弗里耶爾火山曾在1976年噴發，當時科學家克洛德·阿萊格爾呼籲居民應立即撤離，於是瓜德羅普區長下達了72,000名島民的撤離令。結果該次噴發並沒有阿萊格爾預測的猛烈，這個事件被記錄在德國導演韋納·荷索的紀錄片《La Soufrière》當中。